# Tadeusz Faliszewski
Tadeusz Faliszewski (ur. 20 października 1898 w Żywcu, zm. 2 września 1961 w Chicago) – polski piosenkarz, aktor kabaretowy, rewiowy i operetkowy i reżyser, „beliniak”, porucznik intendent rezerwy Wojska Polskiego.

## Życiorys
Był synem Władysława Faliszewskiego i Matyldy z Kirchnerów. Dzieciństwo spędził we Lwowie, gdzie uczęszczał do szkół. Ukończył lwowską Szkołę Politechniczną.
W czasie I wojny światowej walczył w szeregach 3. szwadronu 1 pułku ułanów Legionów Polskich. Do 14 grudnia 1915 roku przebywał na leczeniu w Domu Rekonwalescentów w Kamieńsku, a później w szpitalu w Krakowie.
W czasie wojny z bolszewikami był oficerem łącznikowym z Ministerstwem Spraw Wojskowych. Został zweryfikowany w stopniu porucznika ze starszeństwem z dniem 1 czerwca 1919 roku w korpusie oficerów rezerwy administracji, dział gospodarczy. W latach 1923–1924 posiadał przydział w rezerwie do Okręgowego Zakładu Gospodarczego Nr IX w Brześciu nad Bugiem. W 1934 roku był w korpusie oficerów rezerwy intendentów.
Jako aktor zadebiutował w 1922. Grał na scenach i estradach wielu miast Polski, m.in. w Krakowie, Radomiu, Kaliszu i Częstochowie. Jako wokalista występował z Adamem Astonem i Stefanem Sas-Jaworskim w popularnym wówczas Chórze Warsa, związany był z warszawskimi teatrzykami rewiowymi Morskie Oko i Nowy Ananas. W latach 1929–1930 kierował kinoteatrem Hollywood, a później założył własny kabaret literacki Rajski Ptak.
W konkursie Polskiego Radia zorganizowanym w 1937, mającym wyłonić najpopularniejszego piosenkarza zajął III miejsce, po Mieczysławie Foggu i Stefanie Witasie.
W 1937 wystąpił w filmie Konrada Toma Parada Warszawy, rok później, w Królowej przedmieścia, w reżyserii Eugeniusza Bodo.
Jako wokalista znany był głównie z wykonywania piosenek z tekstami Andrzeja Własta, jak: Cała Warszawa, Gdzie twoje serce, Katiusza, Kiedy przymykam oczy, Przytul, uściśnij, pocałuj, Rebeka, Szkoda twoich łez, Śpiewaj, Tango andrusowskie, Ty, miłość i wiosna, U cioci na imieninach, Wanda, Zapomnisz o mnie, Zatańczmy tango. Śpiewał też utwory z tekstami innych autorów, m.in.: Bal na Gnojnej Juliana Krzewińskiego i Leopolda Brodzińskiego,  Ach, Ludwiko (sł. Julian Tuwim), Już się prześnił sen i Za tyle pięknych dni Konrada Toma, Miasteczko Bełz (sł. J. Roman), Pij, bracie, pij (sł. Ignacy Ber), Jedź do Santa Fe (sł. Szer-Szeń), Jak całować – to ułana, Kochaj, Nie będziesz ty, to będzie inna, Płomienne serca i Śluby ułańskie Mariana Hemara czy Gwiazdy to czy oczy twe, Już dziś nie płaczę, Szczęście trzeba rwać jak świeże wiśnie i Zosiu z tekstami Walerego Jastrzębiec-Rudnickiego.
W repertuarze miał tanga, piosenki liryczne oraz satyryczne, wykonywał też arie operetkowe oraz piosenki pochodzące z rewii i filmów. Porównywano go do Ala Jolsona z filmu Sonny boy.
24 sierpnia 1939 roku został zmobilizowany. Wziął udział w kampanii wrześniowej. W marcu 1940 roku został aresztowany, a następnie osadzony w obozie Gusen, gdzie śpiewał w chórze i prowadził zespół artystyczny, organizując teatr estradowy.
Po wojnie pozostał na emigracji początkowo w Wielkiej Brytanii, gdzie nawiązał współpracę z Teatrem Polskim w Londynie. Następnie wyjechał do USA. Tam współpracował z Feliksem Konarskim.
Jego żoną była aktorka Halina Kidawska.

## Ordery i odznaczenia
- Krzyż Niepodległości – 16 marca 1937 „za pracę w dziele odzyskania niepodległości”[6]

## Spektakle teatralne
- Księżniczka czardasza jako Edwin
- Dolly jako baron Theo von Hellingen
- Cnotliwa Zuzanna jako Pomarel
- Narzeczona zginęła
- 1000 pięknych dziewcząt (rewia)
- Grunt to flota (rewia)
- Baron Kimmel
- 1939: Panna Wodna
- Wieczór humoru i pieśni

## Dyskografia
- Tadeusz Faliszewski (SP, Syrena-Electro-3482)
- Tadeusz Faliszewski (SP, Syrena-Electro-21015/21016)
- Tadeusz Faliszewski: Piosenki z rewii „1000 pięknych dziewcząt” (Syrena-Electro-19807/19893)
- Tadeusz Faliszewski: Piosenki z rewii „Grunt to flota” (SP, Syrena-Electro-3648)
- 1978 – Od Momusa do Ali-Baby (składanka; LP, Muza SX-1702)
- 1987 – Tadeusz Faliszewski: Piosenki z lat dwudziestych i trzydziestych (LP, Poljazz PSJ-225)
- 2000 – Przedwojenne szlagiery, vol 1-3 (składanka; CD)
- 2005 – Polskie tango 1929–1939 (składanka; CD opracowana przez Jerzego Płaczkiewicza)
- 2009 – Tadeusz Faliszewski: Tylko Przeboje (składanka; 4 Ever Music, 2 CD)